# American-British-Dutch-Australian Command
De American-British-Dutch-Australian Command, beter bekend onder de afkorting ABDACOM, was een samenvoeging van de Amerikaanse, Britse, Nederlandse en Australische strijdkrachten in Oost-Azië om de Japanse invasie tegen te houden. Het doel was de Britse en Nederlandse koloniën in de regio te beschermen. Op 3 januari 1942 werd deze samenwerking opgericht, een maand na de aanval op Pearl Harbor. Het samengevoegde leger stond onder bevel van de Britse generaal Archibald Wavell, die op 15 januari de operationele leiding op zich nam.
Nadat Japan Nederlands-Indië, Singapore en de Filipijnen had bezet, werd de samenwerking op 25 februari 1942 opgeheven. Alle reeds aanwezige strijdkrachten bleven echter aangewezen voor de verdediging van Java. De gecombineerde vloot onder leiding van schout-bij-nacht Karel Doorman werd enkele dagen later (27 februari) vernietigd in de Slag in de Javazee.

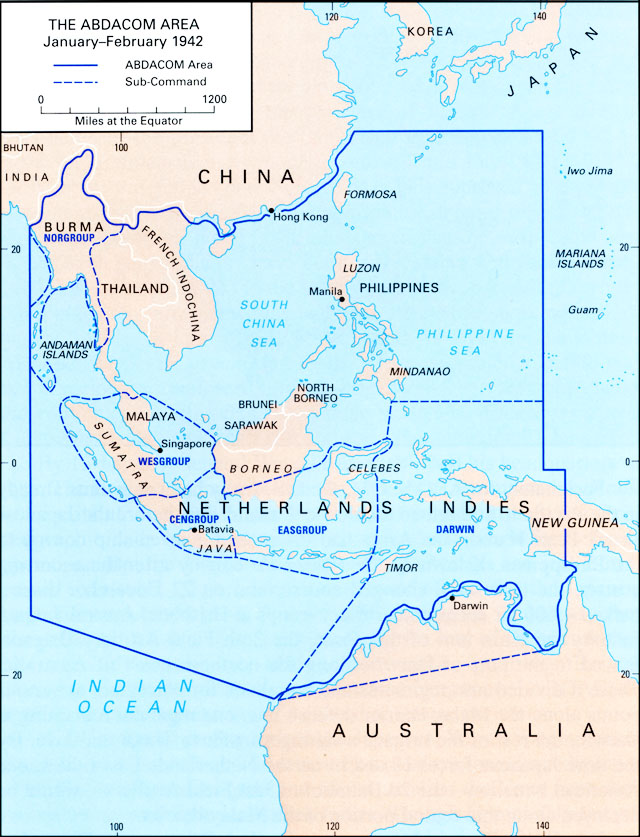
Het gebied van de ABDACOM
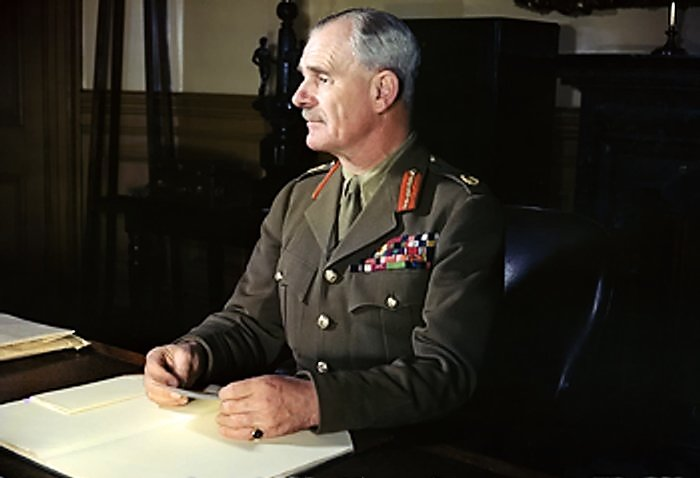
Sir Archibald Wavell